# Уолш-Пило, Фердия
Фердия Уолш-Пило (англ. Ferdia Walsh-Peelo, род. 12 октября 1999, Ашфорд, Ленстер) — ирландский актёр и музыкант.

## Биография
Уолш-Пило родился в Эшфорде, графство Уиклоу. Он учился в школе Уиклоу. Получил вокальное образование от своей матери, сопрано Тони Уолш.
Он начал свою музыкальную карьеру в возрасте семи лет, завоевав множество призов. Затем получил партию в опере «Волшебная флейта» в возрасте двенадцати лет, которая гастролировала по Ирландии и партию Майлза в опере «Поворот винта». В 2012 году он появился на ирландском телевидении в знаменитом шоу Late Late Toy, где пел и играл на пианино. В 2015 году подписал контракт с William Morris Endeavor в США и Independent Talent в Великобритании.
Уолш-Пило дебютировал на экране в 2016 году в музыкальном комедийно-драматическом фильме Джона Карни «Синг Стрит» вместе с Люси Бойнтон. Во время показа фильма на кинофестивале Сандэнс он выступал вживую со своим коллегой по фильму Марком Маккенной.
В 2017 году Уолш-Пило сыграл Альфреда Великого в сериале «Викинги». Он также сыграл персонажа Эйдена Гиллена в молодости в телевизионном фильме «Дублинские дебоширы».
Он сыграл Майлза, партнёра по пению и любовного интереса Руби (Эмилия Джонс) в хите кинофестиваля Сандэнс 2021 года и оригинальном фильме Apple TV+ «CODA: Ребёнок глухих родителей». Он и остальные актёры получили премию SAG Award за лучший ансамбль.
Уолш-Пило является послом программы ЮНИСЕФ в Ирландии, направленной на предоставление образования детям, оказавшимся в чрезвычайных ситуациях.

## Фильмография

### Кино
| Год  | Название                       | Роль         | Прим            |
| ---- | ------------------------------ | ------------ | --------------- |
| 2016 | Синг Стрит                     | Конор Лоулор |                 |
| 2020 | Смутные времена                | Иоган        | короткометражка |
| 2020 | Дублинские дебоширы            | Рез          |                 |
| 2020 | Доливка                        | Тоби         | короткометражка |
| 2021 | CODA: Ребёнок глухих родителей | Майлз        |                 |
| 2021 | Любовь получает комнату        | Эдмунд       |                 |

### Телевидение
| Год       | Название           | Роль            | Прим |
| --------- | ------------------ | --------------- | ---- |
| 2017-2020 | Викинги            | Альфред Великий |      |
| 2018      | Дэйв Аллен в покое | Дэйв            |      |
| 2022      | Пистол             | Ник Кент        |      |

## Награды
| Год  | Награда                           | Категория                                                                | Работа      | Результат | Прим   |
| ---- | --------------------------------- | ------------------------------------------------------------------------ | ----------- | --------- | ------ |
| 2017 | London Film Critics' Circle       | Молодой британский/ирландский исполнитель года                           | Sing Street | Номинация | [ 11 ] |
| 2017 | Guild of Music Supervisors Awards | Лучшая песня / запись, созданная для фильма                              | Sing Street | Номинация |        |
| 2022 | Screen Actors Guild Awards        | Премия Гильдии киноактёров США за лучший актёрский состав в игровом кино | CODA        | Победа    | [ a ]  |

## Комментарии
1. ↑  Shared.